# District de Carentan

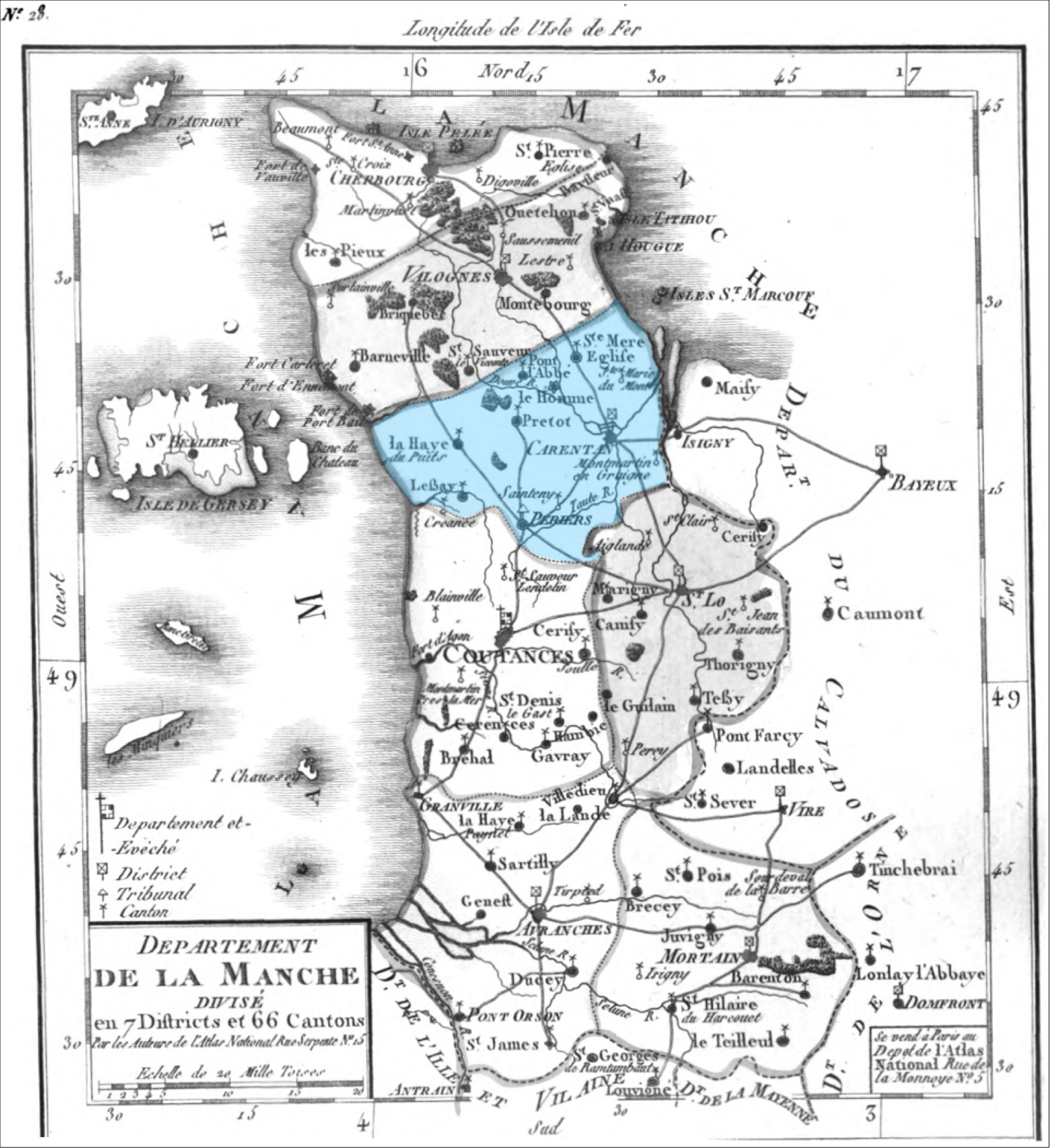
Localisation du district de Carentan sur une carte de la Manche en 1792.

Le district de Carentan est une ancienne division territoriale française du département de la Manche de 1790 à 1795.

## Histoire
Ce district, créé en application des décrets relatifs à la division du royaume des 15 janvier 1790 et 16 février 1790, comportait 10 cantons (graphie de 1791) .
Supprimé en 1795, le district de Carentan fut partagé par la suite entre les arrondissements de Valognes et de Saint-Lô, créés le 17 février 1800. L'arrondissement de Valognes fut lui-même partiellement démembré le 19 juillet 1811 pour créer l'arrondissement de Cherbourg. Ce dernier récupéra quelques cantons de l'ancien district de Carentan qui se trouve aujourd'hui écartelé entre ces trois circonscriptions administratives.

## Compositions
Il était composé de 10 cantons :
- Carentan[2]
- Lahaye du Puits[3]
- Lessey[4]
- Perriers[5]
- Pont-l'Abbé ou Canton de Picauville[6]
- Pretot[7]
- Saint Eny[8]
- Sainte Marie du Mont[9]
- Sainte-Mère-Église[10]
- Montmartin-en-Graignes